# Eiler Hagerup den ældre
 Der er flere personer med dette navn, se Eiler Hagerup.
Eiler Hagerup (1685 i Kvernes Præstegård i Nordmøre – 15. april 1743 i Trondheim) var en norsk biskop.
Han var sognepræst i Kalundborg (1715 – 1727), teologisk lektor og stiftsprovst i Trondheim (1727 – 1743), samt leder af Finnemissionen (1727 – 1743) og efterfølgende biskop i Trondheim igennem 12 år (1731 – 1743). Han er en del af den dansk-norske Hagerup-slægt.
Dybt grebet af Thomas von Westens udgående vækkelse blev han hurtigt en af de syv nidkære og pietistiske præster i Nordmøre og Romsdalen, som man gav navnet Syvstjernen. I sine senere år bevægede han sig lang bort fra pietismen, som han ellers havde været hengiven for i sin ungdom.
Han var en samvittighedsfulde embedsmand, men som biskop udviste Eiler Hagerup herskersyge og nepotisme. Han endte blandt andet i en meget ubehagelig strid med Trondheims latinskoles rektor, magister Benjamin Dass.
En af hans sønner, Hans Hagerup Gyldenpalm, blev adlet i 1781.

## Familieforhold
Eiler Hagerup er født i Kvernes nær Averøy, Norge. Han er søn af sognepræst Hans Hansen Hagerup (1644 – 3. april 1697) og Ellen Eilersdatter Schøller (12. oktober 1657 – 7. december 1689). Han er en del af den dansk-norske Hagerup-slægt.
Med hans hustru gennem 21 år, Anna Cathrine Barhow (cirka 1693 – 4. februar 1737) fik han 11 børn, heriblandt sønnerne Hans Hagerup Gyldenpalm (27. oktober 1717 – 19. februar 1781) og Christian Frederik Hagerup (31. juli 1731 – 30. juni 1797). Han er farfar til Eiler Hagerup (27. juli 1766 – 1. januar 1797), som var søn af Christian Frederik Hagerup.

## Opvækst
Eiler Hagerup er vokset op i Kvernes i Nordmøre, hvor han er født. Han dimitterede fra latinskolen i Trondhjem i 1702. Han studerede derefter ved teologi ved Københavns Universitet og blev Cand.theol. i 1704, blot 19 år gammel. Efter et par år som tilhørende latinskolen i Trondheim vendte han tilbage til sin hjemby, Kvernes, og blev personel kapellan (hjælpepræst) i Kvernes i 1709.

## Karriere
Dybt grebet af Thomas von Westens udgående vækkelse blev han hurtigt en af de syv nidkære og pietistiske præster i Nordmøre og Romsdalen, som man gav navnet Syvstjernen. I 1714 sendte denne gruppe et bønneskrift, klagemål over Zions Saar, til Kong Frederik 4. I dette bønneskrift udtrykte gruppen sin smerte over sedenes forfald. En kommission blev nedsat for at vurdere klagemålet. For at udrede disses synsmåder og forslag til at hæve det kirkelige liv og skærpe kirketugten blev han sendt København i 1714. Selvom han var den yngste i kollegiet blev han sendt på grund af sin sjældne veltalenhed og repræsentative egenskaber.
Disse egenskaber kom ham til gode, særligt ved hoffet, og i 1715 blev han udnævnt til sognepræst i Kalundborg, uden at have ansøgt om stillingen, på trods af at der var 21 ansøgere. I et takkebrev til Frederik 4. skriver han: At for ham ville det være den aller største lykke og glæde at tjene det fattige Norges indbyggere, men han bøjer sig for kongens vilje. Flere biografer, som ikke har kendt til dette brev, har hævdet at han, beruset af karriere og hofgunst, svigtede sin ungdoms idealer.
På et tidspunkt kom han i konflikt med Thomas von Westen. Eiler Hagerup stilte sig kritisk overfor Thomas von Westens måde at drive mission blandt samerne på. Eiler Hagerup mente at missionen blandt samerne måtte være at lære dem norsk og forsøge at integrere dem i menigheden. Missionskollegiet delte hans mening og da von Westen døde i 1727, blev Hagerup udnævnt som leder for Finnemissionen, med med løn fra domkapitlets lektorat, og overtog også stillingen som teologisk lektor fra von Westen. Eiler Hagerup stilte som betingelse af blive lovet stillingen som stiftsprovst, når denne blev ledigt. Kollegiet gik med til denne betingelse. Den daværende stiftsprovst Giert Bonsach døde tre måneder efter at Eiler Hagerup vendte tilbage til Trondheim.

### Trondhjem 1727-1743
Som ny lektor og stiftsprovst i Trondhjem havde Eiler Hagerup nok opgaver at tage fat på. Flere præstestillinger i byen stod ubesate og latinskolen var i forfald. Han viste sig at have gode administrative evner og formåede at rette op på tingene på forbavsende kort tid. En inspektionsrejse i missionsdistriktet, som kollegiet havde pålagt ham, måtte dog udsættes til 1729. Hans rapport om rejsen koncentrerede sig om kirkebygningernes tilstand i Nord-Norge, som var i elendig forfatning. Missionskollegiet forsøgte at undgå store udgifter og foreslog at sælge kirkerne nordpå. Eiler Hagerup og stiftamtmand Jacob Benzon forsøgte sig med to auktioner, dog uden held.
Efter biskop Peder Krogs død den 24. maj 1731 blev Eiler Hagerup udnævnt som hans efterfølger den 22. juni. Igen benyttede Eiler Hagerup situationen til at stille krav. Han ønskede at beholde sit lektorat og Finnemissionen. Kollegiet gave endnu en gang efter for hans krav. Som biskop stilte han igen strenge krav i et hyrdebrev til præsteskabet: Katekisasjonen (en speciel undervisningsform) skulle intensivers, skriftemålet skulle tages alvorligt, og sognepræsterne skulle efter lov besøge alle hjem i deres sogn hvert år, regnskab over midlerne til de fattige skulle kunne forevises, og hver præst blev pålagt at anskaffe sig kopibøger over ind- og udgående breve.
Som biskop modtog Eiler Hagerup et tilskud på 2000 rigsdaler fra kong Christian VI til at de forfaldne kirker i Nord-Norge, og i 1738 var 28 kirker blevet repareret eller nybygget.
I sommeren 1733 besøgte Christian VI, dronning Sophie Magdalene og dronningemoderen Sophie Christiane Trondhjem. Det kongelige herskab udtrykte stor tilfredshed med stiftdirektionens arbejde. Christian VI har efter sigende udtalt: Trondhjem kunne tjene som mønster for andre byer når det gjaldt omsorg for de fattige. En prædiken af Eiler Hagerup om falske profeter faldt derimod ikke i god jord, da nogen i kongens følge mente den var rettet mod visse dele af kirken. Prædikenen fik et bittert efterspil i en korrespondance mellem Eiler Hagerup og biskop Peder Hersleb.
Eiler Hagerup endte også i en meget ubehagelig strid med latinskolens rektor, magister Benjamin Dass. Da den tidligere forfaldne latinskole i 1734 var blevet omdannet til landets bedste af den nye rektor, opstod der spændinger meller mellem Benjamin Dass og Eiler Hagerup. Dette skyldes, at Eiler Hagerup involverede sig i skolens styring. Striden eskalerede, da Eiler Hagerup fik udnævnt sin 18-årige søn, Christian Frederik, til vicerektor.
De bevarede visitationsprotokoller belyser mere end noget andet end samvittighedsfulde embedsmand. I løbet af de tolv år han var biskop, gennemførte Eiler Hagerup 15 større visitationer, men han var en streng visitator. Overfor skrøbelige præster greb han ind med formaninger og trusler, og i særlige tilfælde suspenderede han dem på stedet. Visitationerne blev gennemført med hensynsløs selvdisiplin: Da han i 1740 var på vej til en visitation i Innherred, blev han meddelt, at to af hans sønner var omkommet på vej til Helsingør skole. Eiler Hagerup gennemførte visitationen. I 1742 indtraf det værste nødsår i mands minde. Kornet var frosset over hele stiftet høsten før. Dette hindrede ikke biskoppen i at begive sig ud på en planlagt visitation i Nord-Norge.
Eiler Hagerup krævede uniformitet i kirkelige lærespørgsmål. Med fuld berettigelse er det blevet hævdet, at hans bispetid har betydet tilbagegang blandt samerne. Han var imod sekteriske bevægelser og da en herrnhutisk gruppe, under ledelse af Anne Margrethe Ingebrigtsdatter, var i færd med at etablere sig i Trondheim, greb biskoppen ind. En meget kritisk indberetning bidrog efter sigende til indføringen af det berygtede Konventikelplakat i 1741. Dette kvalte bevægelsen i Trondheim i lang tid. Som biskop udviste Eiler Hagerup herskersyge og nepotisme.
Da Eiler Hagerup kom tilbage fra hans visitation i Nord-Norge i 1742, ventede der ham en invitation til modtage en doktorgraden i teologi. Titlen har nok mere været et udtryk for anerkendelse af en praktisk indsats i kirken frem for lærdom. Han blev fritaget for at rejse til København og modtog titlen in absentia.
Eiler Hagerup døde den 15. april 1743 ligger begravet i Schletters gravkrypt under Nidarosdomens Oktogon.

## Literære udgivelser
| Citat | Hans passionsprædikener hører til det allerypperste, den norske kirkes mænd har frembragt på den homiletiske litteraturs område. Hans forsøg i religiøs digtning var uden synderlig poetisk værd - Biskop Anton Christian Bang | Citat |
|       | |       |

- Een christelig Paamindere, som indeholder een alvorlig Opmuntring til et helligt Liv. Af det engelske sprog nu oversat til Dansk, København 1727 (og senere opplag)
- Evangeliske Sangværk, d.e. alle Søndags og Helligdags Evangelier og Epistler sangviis forfattet, København 1728 (hele oplaget ødelagt i bybranden s.å.)
- Een Prædiken om Falske Propheter, holden udi Tronhiems Dom-Kirke VIII p. Trin. 1733, Trondheim 1739
- Hellige Taler om Guds høytidelige Velgierninger, Trondheim 1741
- Christus den Korsfæste udi ni aanderiige Prædikener, over den heele Christi Lidelses Historie til gudelig Passions Andagt. Tillige med fire opbyggelige Afhandlinger om Troen, København (posthumt) 1748

Efterladte papirer:
En del arkivmateriale fra Eiler Hagerups bispetid findes i Trondheim
- Trondhjems Biskops Kopibog 1a og 1b
- Trondhjems Biskops Visitasprotokol 1732–1770
- Nidaros biskop. Journalsaker, 247

Desuden findes arkivmateriale i RA, Oslo (Missionskollegiets arkiv, pakke 19 og Danske Kanselli, skap 9 pakke 230, skap 15 pakke 125, skap 16 pakke 13 og 118) og i Det Kgl. Bibliotek, København, Gammel kgl. Saml., 1101 fol. nr. 283–286 og 288–289